# Мережеве спілкування
Мережеве спілкування (англ. Computer-mediated communication, інтерактивне спілкування) — це особлива форма комунікації, в процесі якої відбувається взаємодія людей один з одним в мережі Інтернет, та здійснюється шляхом обміну знаковими, та/або мультимедійними повідомленнями.

## Етимологія
Використання терміна Computer Mediated Communication для опису комунікативного простору та функціонування електронної мови зумовлене тим, що для існування такої комунікації потрібен канал зв'язку. Термін Computer Mediated Communication поєднує в собі номінацію функціонального різновиду мови та особливого комунікативного середовища її використання.
В англомовному спілкуванні, для визначення мережевої мови існують такі терміни як: netlingo, е-language, e-talk, geekspeak, weblish, NetSpeak.
У східнослов'янських мовах більш розповсюдженим є термін «мова Інтернету», а термін Computer Mediated Communication відповідає термінам електронна комунікація, віртуальна Інтернет-комунікація або ж комп'ютерний чи мережевий дискурс. Але, слід розрізняти поняття комп'ютерно-опосередкованої комунікації та Інтернет-комунікації. Поняття Інтернет-комунікація є вужчим, ніж комп'ютерно-опосередкована комунікація, та входить до його складу.

## Опис
Під Інтернет-комунікацією розуміється комунікація, мережева взаємодія людей один з одним, а комп'ютерно-опосередкована комунікація описує взаємодію людей за допомогою комп'ютера, що об'єднані в мережу.
Відповідно до каналу передачі і сприйняття інформації комп'ютерна комунікація поділяється на актуальну (спілкування з реальними людьми) та віртуальність (спілкування з уявними співрозмовниками).
Для функціонування повноцінного інтерактивного спілкування необхідні наступні компоненти:
- Сервер — програма, яка приймає повідомлення від клієнта, обробляє інформацію в ньому і відправляє їх за потрібною адресою. Працює на віддаленому комп'ютері в мережі.

- Клієнт — програма, яка відправляє повідомлення на сервер для інших абонентів та приймає повідомлення від них. Працює на локальному комп'ютері кожного співбесідника.

- Мережа — середовище, в якому передаються повідомлення. Це може бути Інтернет або локальна мережа на основі протоколу TCP/IP.

Форми спілкування в Інтернеті:
- Телеконференція.

- Чат.

- Вебпейджери (наприклад, ICQ, Instant Messager).

- Листування електронною поштою (e-mail).

Найбільш інтерактивними осередками спілкування вважаються чати і ICQ, найменш інтерактивними — електронна пошта і телеконференції. У телеконференції і обмін повідомлень електронною поштою відбувається в режимі off-line, на відміну від чатів і ICQ, де люди спілкуються on-line.
Говорячи про Інтернет комунікацію, слід визначити поняття Інтернет-жанру та Інтренет-дискурсу.
Інтернет-жанр — сталий тип тексту, що характеризується єдністю мети та форми та відображає типову ситуацію комунікації в мережі Інтернет.
Інтернет-дискурс являє собою когнітивно-комунікативний простір мережі Інтернет, в якому комунікативна взаємодія здійснюється вербальними засобами електронного каналу передачі даних та гіпертекстуального механізму.
Ознаки Інтернет-дискурсу: електронний сигнал як канал спілкування; віртуальність; дистантність в просторі та часі; опосередкованість (здійснюється за допомогою технічного засобу); наявність гіпертексту; передача емоцій, відчуттів за допомогою «смайлів»; комбінація різних типів дискурсу; специфічна етика.

## Класифікація жанрів
Класифікація ситуацій використання Інтернету (broad internet-using situations), класифікація жанрів, запропонована Девідом Крісталом:
1. електронна пошта;
2. синхронні й асинхронні чати;
3. віртуальні світи;
4. ВЕБ-тексти, до яких належать електронні тексти з гіпер- та лінійною структурою.

```
Крім цього, можна виділити й інші підходи до визначення 
жанрів
 Інтернет-
дискурсу
: 
жанри
 комп'ютерних новин, до яких відносяться 
сайти
 новин та окремі 
PR
-сайти, та 
жанри
 загально-інформаційні:
```

1. спеціальні інформаційні та науково-пізнавальні жанри;
2. художньо-літературні жанри;
3. жанри, які служать для оформлення неспеціального та непрофесійного спілкування, до них можна віднести віртуальні щоденники, мережеві ігри, електронну пошту, чати тощо;
4. комерційні жанри, до яких можна віднести корпоративні сайти, банери, рекламні оголошення тощо);
5. ділові та комерційні жанри(дошки рекламних оголошень, корпоративні сайти, банери тощо).

## Історія вивчення
Новостворений термін «комунікація, опосередкована комп'ютером» визначив новий об'єкт аналізу в різних сферах наукового пізнання. Особливості взаємодії «Людина-комп'ютер» досліджують інженери, математики та дизайнери (Spool, Scanlon and oth.1997, Bollen & Heylighen 1996), соціологи, філософи та лінгвісти (Harrison & Stephen 1995; Jones 1995; Harrison & Stephen 1998; Herring 1995; Haythornthwaite & Wellman, 1998;).
Головна мета такого дослідження — спрощення та удосконалення цього взаємозв'язку.
Розвиток технологій, які забезпечують комп'ютерно опосередковану комунікацію призвів до виникнення нових напрямків та аспектів наукового дослідження. Нова практика використання мови у «Всесвітньому павутинні» стала новою актуальною темою лінгвістичного дослідження. Проблема постала наряду з дослідженням області штучного інтелекту та машинного перекладу.
Викладачі іноземних мов були першими, хто наголосив на можливості та необхідності вивчення мови у процесі спілкування у мережі Інтернет (Dudeney, 2000, Isbell & Reinhardt, 1999, Li & Hart, 1996; Makarova, 2001, Sperling 1997, Warschauer, 1995, Atabekova, 2000a, Makarova, 2001, Vasyanina, 2000, Vorontsova, 2001, and others). В рамках власних теоретичних досліджень, лінгвісти також наголошують, що функціонування природної мови як засобу спілкування між людьми є основною умовою існування Інтернету (Winograd & Flores, 1986, Crystal, 2001).
Поява Інтернет-комунікації, а також мови, яка обслуговує дану сферу, стали об'єктом дослідження нового напрямку мовознавства — Інтернет-лінгвістики. Одним із найвідоміших учених, який займався питаннями Інтернет лінгвістики, є Девід Крістал.

## Характеристики
1. Наявність електронного каналу передачі. Головна умова існування моделі комунікації — канал передачі. Саме він надає комунікантам засоби для створення та сприйняття інформації. В мережевій комунікації використовується штучний канал передачі, де з одного боку знаходиться комп'ютер, а з іншого — сучасні технології зв'язку.
2. Опосередкованість. Дана характеристика комп'ютерного дискурсу випливає з самого терміна «комп'ютерно-опосередкована комунікація», оскільки спілкування між учасниками відбувається за допомогою технічних, електронних засобів зв'язку.
3. Дистанційність. Віддаленість учасників комп'ютерної комунікації один від одного і, як правило, відсутність безпосереднього візуального контакту між ними.
4. Гіпертекстуальність. Відображає особливість композиції мережевого тексту (нелінійність побудови), коли текст являє собою окремі блоки, а порядок їх сприйняття залежить від самого користувача.
5. Віртуальність. Знаковий, символічний характер комп'ютерно-опосередкованої взаємодії.
6. Анонімність. Учасники комп'ютерної комунікації спілкуються в режимі реального часу, але вони практично нічого не знають один про одного, окрім псевдоніма і тієї інформації, яку учасник повідомляє сам про себе.
7. Креолізованість. В мережевих текстах крім лінгвістичних також використовуються й паралінгвістичні засоби, такі як зображення, фотографії, а також активно використовуються різні шрифти, кольори, графічні символи тощо.
8. Емоційність. За браком віузального контакту, передача емоцій та почуттів відбувається за допомогою «смайлів» та інших невербальних засобів комунікації.
9. Типова неоднорідність. Основне розмежування типів дискурсів базується на протиставленні письмового та усного дискурсу. Подібно до них, комп'ютерний дискурс може бути персональним або особистісно-орієнтованим (листування електронною поштою, спілкування в чатах) та інституційним або статусно-орієнтованим (спілкування на конференціях, участь у форумах, рекламно-інформаційні дошки оголошень).
10. Жанрова неоднорідність. Загально-інформаційні жанри (новинні сайти), науково-освітні та спеціальні інформаційні жанри (електронні видання, наприклад, монографії, наукові статті, інтерактивні навчальні курси), художньо-літературні жанри, що містять оцифровані твори світової класики, а також літературні твори, які з самого початку створюються для публікації лише в глобальній мережі, так звана «мережература».
11. Комп'ютерна етика та етикет. Учасники наділені певним комунікативним статусом, який виявляється, підтримується та обігрується в процесі комунікації через спеціальні прийоми та навички, що може бути визначеним як мережевий етикет. Мережева комунікація також контролюється правилами, які і називаються «Netiquette» або «мережевий» етикет.

## Лінгвістичний компонент
Зважаючи на неоднорідну природу мережевої комунікації, її лінгвістичні особливості характеризується різними параметрами. До комплексної моделі Л. Ю. Щипициної входять такі параметри[6]:
Медійні параметри (оформлення жанру, гіпертекстуальність, синхронність, експліцитність та кількість комунікантів).
 Наприклад, оформлення жанру соціальної мережі Вконтакте являє собою набір програмних елементів серверу. Наприклад, до таких параметрів належать Моя Сторінка, Мої Друзі, Мої Фотографії, Мої Відеозаписи, Мої Аудіозаписи, Мої Повідомлення та ін. Також до цих параметрів можна віднести документи та контент, який передається через повідомлення або на «стінах» сторінок користувачів. Цій мережі властива як синхронність так і асинхронність. Прикладом синхронності може бути миттєві відповіді у ході діалогу. Наприклад:-«Привіт. Як справи?»-«Привіт, все ок. Як у тебе?»
Прагматичні параметри — характеризують ситуацію використання жанру (мета комунікації, хронотоп, тип адресата та автора)
Так, наприклад, до прагматичних характеристик LiveJournal можна віднести те, що він являє собою комбінований вторинний жанр, із функцією репрезентації, соціалізації, інформування та контакто-встановлення. [3].
Структурно-семантичні параметри — опис його структурних елементів та змісту тексту конкретного жанру.
 Для соціальної мережі Facebook дуже характерними є цитати, записи особистого характеру, жарти, запитання та відповіді. Наприклад, запис у полі статусу «Це був найкращий день у моєму житті!!!)))»
Мовні параметри — конкретні мовні засоби, які використовуються в процесі створення текстів різних жанрів.
Відповідно до цього, до лексичних особливостей соціальної мережі Твіттер можна віднести використання у повідомленнях майже всіх частин мови. Наприклад, напис у мікроблозі Леді Гаги "Так много букетов, шоколада, кексов, шампанского и подарков, я чувствую себя Принцессой. Спасибо за все ваши пожелания на день рождения, я такая везучая :)